# Gare du Gros Noyer - Saint-Prix
Gare du Gros Noyer - Saint-Prix vasútállomás Franciaországban, Ermont településen.

## Vasútvonalak
Az állomást az alábbi vasútvonalak érintik:
- Ermont-Eaubonne-Valmondois-vasútvonal

## Kapcsolódó állomások
A vasútállomáshoz az alábbi állomások vannak a legközelebb:
- Gare de Saint-Leu-la-Forêt (Gare de Persan - Beaumont, Transilien H)
- Gare d’Ermont-Halte (Paris Gare du Nord, Transilien H)